# 成人漫畫研究史
《成人漫畫研究史》（日语：／ Eromanga sutadīzu `kairaku sōchi' to shite no manga nyūmon）是一部由永山薫撰寫的書籍，於2006年出版。它在2014年推出了增修版，當中加入了「性與政治」等內容，並由稀見理都負責監修。

## 概論
《成人漫畫研究史》有兩大部分——一部分講述了成人漫畫的整體歷史，另一部分則詳細分析成人漫畫的部分題材。作者於作中記述了成人漫畫由1940年代到2000年代期間的轉變，並對蘿莉、巨乳、妹系、性少數、社會性別等題材進行了深入探討。他在分析成人漫畫的文本時採用了大量例子和理查德·道金斯的迷因理論。

## 發行
首版於2006年11月1日經東方出版社（イースト・プレス）發行，全著共255頁。增修版則在2014年4月9日經筑摩书房出版，全著共384頁。
中譯本《成人漫畫研究史》於2020年1月22日經台灣東販出版，譯者為陳識中。此外英譯本在2020年11月經阿姆斯特丹大学出版社推出，譯者為帕特里克·加尔布雷思（Patrick Galbraith）和杰西卡·鲍文斯-杉本（Jessica Bauwens-Sugimoto）。

## 評價與影響
日本媒體「ダ・ヴィンチニュース（Da Vinci News）」的佐藤圭亮把這本書跟《戰後成人漫畫史》一起視為「成人漫畫」研究的先驅作。
小島陸秀夫在《香港01》上撰文指，雖然此作的文本分析「極好」，但其探討仍不夠深入，比如書中雖指出讀者可從「上帝視角」和「代入角色」這兩種視角閲讀成人漫畫，但卻沒有解釋讀者如何從「上帝視角」獲得快感。而且沒有集中探討成人漫畫的「獨特優勢」。
著有《成人漫畫表現史》的稀見理都表示，他因接觸到此作，而開始認真研究成人漫畫。
吉村和真及杰奎琳·贝恩特把此作納入人文書院的「30本漫畫研究基礎書指南」。